# Sibon manzanaresi
Espèce
Statut de conservation UICN

 NT  : Quasi menacé
Sibon manzanaresi  est une espèce de serpents de la famille des Dipsadidae.

## Répartition
Cette espèce est endémique de La Mosquitia dans le nord-est du Honduras.

## Étymologie
Cette espèce est nommée en l'honneur de Tomás Manzanares qui a collecté le premier spécimen.

## Publication originale
- Mccranie, 2007 : A second new species of Sibon (Squamata: Colubridae) from La Mosquitia, Northeastern Honduras. Herpetologica, vol. 63, no 2, p. 213-218.